# Krasobruslení na Zimních olympijských hrách 1932
Krasobruslení na Zimních olympijských hrách 1932 se konalo na Olympic Center Arena v Lake Placid od 2. do 12. února 1932.

## Medailové pořadí zemí
| Pořadí | Země                         | Zlato | Stříbro | Bronz | Celkově |
| ------ | ---------------------------- | ----- | ------- | ----- | ------- |
| 1.     | Rakousko (AUT)               | 1     | 1       | 0     | 2       |
| 2.     | Norsko (NOR)                 | 1     | 0       | 0     | 1       |
| 2.     | Francie (FRA)                | 1     | 0       | 0     | 1       |
| 4.     | Spojené státy americké (USA) | 0     | 1       | 1     | 2       |
| 5.     | Švédsko (SWE)                | 0     | 1       | 0     | 1       |
| 6.     | Kanada (CAN)                 | 0     | 0       | 1     | 1       |
| 6.     | Maďarsko (HUN)               | 0     | 0       | 1     | 1       |
|        | Celkem                       | 3     | 3       | 3     | 9       |

## Medailisté

### Muži
| Disciplína | Zlato                         | Výkon  | Stříbro                          | Výkon  | Bronz                            | Výkon  |
| ---------- | ----------------------------- | ------ | -------------------------------- | ------ | -------------------------------- | ------ |
| muži       | Karl Schäfer · Rakousko (AUT) | 2602,0 | Gillis Grafström · Švédsko (SWE) | 2514,5 | Montgomery Wilson · Kanada (CAN) | 2448,3 |

### Ženy
| Disciplína | Zlato                      | Výkon  | Stříbro                           | Výkon  | Bronz                                            | Výkon  |
| ---------- | -------------------------- | ------ | --------------------------------- | ------ | ------------------------------------------------ | ------ |
| ženy       | Sonja Henie · Norsko (NOR) | 2302,5 | Fritzi Burgerová · Rakousko (AUT) | 2167,1 | Maribel Vinsonová · Spojené státy americké (USA) | 2158,8 |

### Smíšené soutěže
| Disciplína        | Zlato                                                 | Výkon | Stříbro                                                             | Výkon | Bronz                                              | Výkon |
| ----------------- | ----------------------------------------------------- | ----- | ------------------------------------------------------------------- | ----- | -------------------------------------------------- | ----- |
| sportovní dvojice | Francie (FRA) · Andrée Joly-Brunetová · Pierre Brunet | 76,7  | Spojené státy americké (USA) · Beatrix Loughranová · Sherwin Badger | 77,5  | Maďarsko (HUN) · Emilie Rotterová · László Szollás | 76,4  |